# رودي كاردوزو
رودي كاردوزو (بالإسبانية: Rudy Cardozo)‏ (14 فبراير 1990 بتاريخا، بوليفيا في بوليفيا - ) هو لاعب كرة قدم بوليفي في مركز الوسط. شارك مع منتخب بوليفيا تحت 17 سنة لكرة القدم ومنتخب بوليفيا تحت 20 سنة لكرة القدم ومنتخب بوليفيا لكرة القدم. أما مع النوادي، فقد لعب مع جمعية بورتوغيزا الرياضية ونادي خورخي ويلسترمان وHapoel Nir Ramat HaSharon F.C. ‏.

## روابط خارجية
- رودي كاردوزو على موقع قاعدة بيانات كرة القدم.إي يو (الإنجليزية)
- رودي كاردوزو على موقع ناشيونال فوتبول تيمز (الإنجليزية)
- رودي كاردوزو على موقع Soccerway.com (الإنجليزية)
- رودي كاردوزو على موقع AS.com (الإسبانية)